# 新川博
新川 博（しんかわ ひろし、1955年7月26日 - 2025年1月8日）は、日本のキーボーディスト、作曲家・編曲家・音楽プロデューサー。東京都出身。
詩人の新川和江は実母。日本大学芸術学部文芸学科卒業。

## 略歴
1955年、東京生まれ。
5歳からクラシックピアノを始め、11歳の頃には同級生だったCharとバンドを結成する（当時はベース担当だった）。
17歳の頃に村井邦彦に師事し音楽出版社の手伝いを始める。20歳でハイ・ファイ・セットのバックバンドとしてプロデビュー。
25歳には松任谷由実のコンサートの音楽監督としてツアーに参加する。28歳より編曲家としての活動を本格的にスタートする。
2000年にはビクターエンタテインメント内にAOR Jazzレーベル「aosis records」を設立し、プロデューサーとして活動する傍ら自身のソロアルバムも3枚リリースしている。
2025年1月8日、虚血性心不全のため死去。69歳没。訃報は同月17日に妻が公式Xで公表した。

## ディスコグラフィー

### オリジナル・アルバム
新川博
| タイトル     | 発売年月日 | 品番       |  |
| ------------ | ---------- | ---------- |  |
| Primalroots  | 2000.4.21  | VICL-69001 |  |
| Shinkies     | 2001.1.24  | VICL-69036 |  |
| Beat goes on | 2003.6.30  | VICL-69087 |  |

Hiroshi Shinkawa and The Sinkeys
| タイトル | 発売年月日 | 品番      |  |
| -------- | ---------- | --------- |  |
| ebisu    | 2017.4.1   | AZCD-1701 |  |

## 主な編曲作品
- 池田政典／single「NIGHT OF SUMMER SIDE」「FORMULA WIND」
- 石川秀美／single「SHADOW SUMMER」「デス・トラップ」
- 石川ひとみ／single「裸足でダンス」
- 小川範子／single「無実の罪」「ひとみしりAngel」
- 荻野目洋子／single「六本木純情派」「北風のキャロル」
- カールスモーキー石井 & 松任谷由実／single「愛のWAVE」
- 甲斐バンド／single「レイニー・ドライヴ」
- カルロス・トシキ&オメガトライブ／single「DOWN TOWN MYSTERY」「アクアマリンのままでいて」「REIKO」「どうして好きといってくれないの」「花の降る午後」「時はかげろう」
- 河内淳一／「恋に落ちた日 ～Anyday You Love Me～」他多数
- 北岡夢子／single「告白」
- KinKi Kids／single「青の時代」
- 堂本剛／single「街」
- 菊池桃子／single「ガラスの草原」
- 小林麻美／single「雨音はショパンの調べ」
- 西城秀樹／single「PEARL NECKLACE」（リバーサイドで逢いましょう収録曲）album「Golden Earrings」（甘いささやき）・album「GENTLE・A MAN」（かぎりなき夏）・album「PRIVATE LOVERS」（青になれ）
- 酒井法子／single「渚のファンタシィ」「碧いうさぎ」「Here I am」
- J-FRIENDS／「一秒のOthello ～君に選ばれたい～ (KinKi Kids STAR VERSION)」「君を想うよ」
- 柴田恭兵／「これからはふたり」
- 志村香／single「曇り、のち晴れ」「星のシンフォニー」「秋風はあなた」
- 少年隊 ／single「じれったいね」・album「こわがらないで、天使」「ヘルプ・ミー」「グッバイ・カウント・ダウン」「ヴギウギ・キャット!」「She’s a Woman」「失われたすべての昨日」「Be a man」
- 慎之介&マーシー／single「パラディラタンの夜は更けて」
- SMAP／single「正義の味方はあてにならない」
- SAY・S／single「サヨナラと言えなくて」
- 高中正義／single「渚・モデラート」「CHINA」
- 鷹橋敏輝／single「FOREVER」
- 田村英里子／single「真剣」
- ちあきなおみ／single「色は匂えど」
- チェリッシュ／single「虹色の心」
- 寺岡呼人／album『独立猿人』
- Toshi&Naoko／single「夏ざかりほの字組」
- 刀根麻理子／single「デリンジャー」
- 富田靖子／single「元気ですか!?」
- 1986オメガトライブ／single「君は1000%」「Super Chance」「Cosmic Love」「Miss Lonely Eyes」「Stay girl Stay pure」
- 中原めいこ／single「FRIDAY MAGIC」「君たちキウイ・パパイア・マンゴーだね。」「エモーション」、album『2時までのシンデレラ』『ミ・ン・ト』『ロートスの果実』
- 中村雅俊／single「パズル・ナイト」「あなたにあげたい愛がある」
- 西村知美／single「愛にDESPERATE」
- 西脇唯／single「忘れない」「見つめずには いられない」「思い出が降る街で」「思いをはせることだけは自由」
- 新田一郎／single「ほ・ろ・り」
- NEWS／single「DREAMS」
- 忍者／single「無頼」「君に御中」「男一匹 日本晴れ」、album『天誅』『夏恋舞 / 祇園物語』
- 原田知世／album『Birthday Album』
- 早見優／single「PASSION」「CLASH」
- 爆風スランプ／album『I.B.W.』
- 光GENJI／single「TAKE OFF」「リラの咲くころバルセロナへ」「愛してもいいですか」「LUNAR PARK-GO-ROUND」
- 藤井一子／single「チェック・ポイント」「初恋進化論」「バンクショット」
- 藤原理恵／single「ハーモニー ラヴ」
- ブレッド&バター／single「奇蹟のヴィーナス」
- 本田美奈子／single「1986年のマリリン」
- 松田聖子／「レモネードの夏」
- 松原みき／single「サファリ アイズ」
- 松本伊代／single「Sonatine」
- 真璃子／single「セシルの週末」
- 南野陽子／single「悲しみモニュメント」
- Melody／single「運命'95」
- 薬師丸ひろ子／single「天に星、地に花」「終楽章」
- 山本百合子／「ためらいにピリオド」
- 雪村いづみ／album『I'm a Singer』
- 國府田マリ子／「まちぶせ」（カバー）
- ラ・ムー／single「愛は心の仕事です」「少年は天使を殺す」「TOKYO野蛮人」「青山Killer物語」、album『THANKS GIVING』
- 和田加奈子／single「悲しいハートは燃えている」

## 参考資料
- 『林哲司全仕事』音楽之友社、2001年、pp.192-199 ISBN 4-276-23715-7
- DU BOOKS『ニッポンの編曲家　歌謡曲／ニューミュージック時代を支えたアレンジャーたち』（川瀬泰雄・吉田格・梶田昌史・田渕浩久 著）2016年　ISBN  978-4-907583-79-8